# Ardisia pentaglossa
Ardisia pentaglossa är en viveväxtart som beskrevs av Benjamin Clemens Masterman Stone. Ardisia pentaglossa ingår i släktet Ardisia och familjen viveväxter. Inga underarter finns listade i Catalogue of Life.